# Mila (Lied)
Mila ist ein serbischsprachiges Lied von Dušan Bačić. Mit dem Titel vertrat Stefan Zdravković unter seinem Künstlernamen Princ sein Land Serbien beim Eurovision Song Contest 2025 in Basel.

## Hintergrund und Produktion
Princ wurde als Teilnehmer der Show Pesma za Evroviziju 2025, der serbischen Vorentscheidung zum Eurovision Song Contest, am 10. Dezember 2024 vorgestellt. Der Interpret hatte bereits 2023 am Wettbewerb teilgenommen, wo er auf dem zweiten Platz landete und sollte ebenfalls an der Vorentscheidung 2022 teilnehmen, von der er sich jedoch zurückgezogen hatte.
Der Interpret nahm im zweiten Halbfinale des Vorentscheids am 26. Februar 2025 teil, aus dem er sich bei Punktgleichstand mit Mimi Mercedez erfolgreich für das Finale qualifizieren konnte. Das von Radio-Televizija Srbije ausgestrahlte Finale fand am 28. Februar statt. Obwohl der Interpret von der Jury lediglich auf den zweiten und von den Zuschauern auf den dritten Platz gewählt wurde, reichte die Gesamtpunktzahl von 18 Punkten für den Sieg der Veranstaltung.
Der Titel wurde von Dušan Bačić getextet und komponiert sowie in seiner ersten Fassung von Dejan Nikolić arrangiert, abgemischt und produziert. Eine neue, überarbeitete Version wurde von Nikolić mit Haris Džinović und Željko Joksimović produziert. Für Joksimović ist es der sechste und nach zehn Jahren der erste Grand-Prix-Titel, bei welchem er in einer künstlerischen Form beteiligt war.

## Musik und Text
Das Lied ist eine Ballade, die komplett auf Serbisch gesungen wird. Es besteht aus zwei Strophen, die jeweils von einem Refrain getrennt sind und der am Ende nochmal wiederholt wird.

## Beim Eurovision Song Contest
Mit dem Titel nahm Serbien am Eurovision Song Contest 2025 in Basel teil. Das Land trat hierbei im zweiten Halbfinale mit Startnummer 15 am 15. Mai 2025 an. Das Land konnte sich jedoch nicht für das Finale qualifizieren. Mit 18 Punkten, wobei 12 Punkte von Montenegro vergeben wurden, landete Serbien auf dem drittletzten Platz. Die seit 2018 andauernde Qualifikationsserie wurde hiermit beendet. Weiterhin ist es das schlechteste Ergebnis überhaupt, das Serbien je beim Wettbewerb erreicht hatte.

## Veröffentlichung
Der Titel wurde am 27. Januar 2025 als Musikstream unter dem Label von RTS veröffentlicht. Die neu arrangierte Fassung wurde am 5. Mai auf dem gleichnamigen Album des Interpreten veröffentlicht, das von Croatia Records verlegt wurde. Das Album enthält auch eine Akustik- und eine Instrumentalversion von Mila.